# Svipdagsmál
(Gli dei del nord, opera citata, pag. 283)

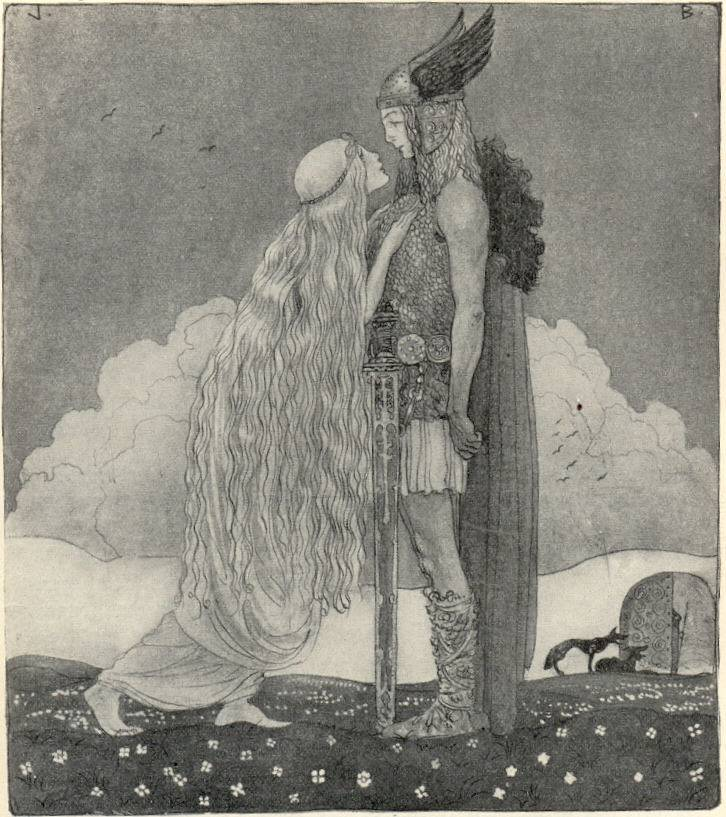
Svipdagr e Freyja,illustrazione del 1911 dello svedese John Bauer per il libro Fädernas gudasaga (Le saghe degli Dei dei nostri padri) di Viktor Rydberg

Nella letteratura norrena, Svipdagsmál (in norreno Il discorso di Svipdagr), è un poema epico simbolico facente parte dell'Edda poetica, ma presente solo in manoscritti recenti, rispetto al Codex Regius, non anteriori al XVII secolo.
Questi manoscritti risultano complessi da classificare perché riportano nomi e appellativi assenti nelle fonti canoniche e non facili da inserire compiutamente nel contesto mitologico norreno.
Il carme racconta il viaggio avventuroso e pericoloso di Svipdagr, per conto della sua malvagia matrigna, alla ricerca di Menglöð, una donna sconosciuta che si rivelerà essere l'amante e sposa promessa dal suo destino.

## Trama
Lo Svipdagsmál è un testo piuttosto complesso, ricco di simbolismi e metafore (kenningar), in realtà costituito da due carmi distinti, il Grógaldr (Incantesimo di Gróa) e il Fjölsvinnsmál (Il lamento di Fjölsviðr), ma tra loro così interconnessi che la maggior parte degli editori li tramanda come un unico testo.

### Grógaldr (Incantesimo di Gróa)
Svipdagr è figlio di Sólbjartr (luce del sole) e di Gróa.
Dopo la morte di Gróa, il padre si risposa con una donna malvagia la quale invia il figliastro in una pericolosa spedizione. Svipdagr deve recarsi in un luogo dove è assente la vita e cercare Menglöð.
La madre, prima di morire, si è raccomandata che il figlio, in caso di bisogno, la evochi presso la sua tomba.

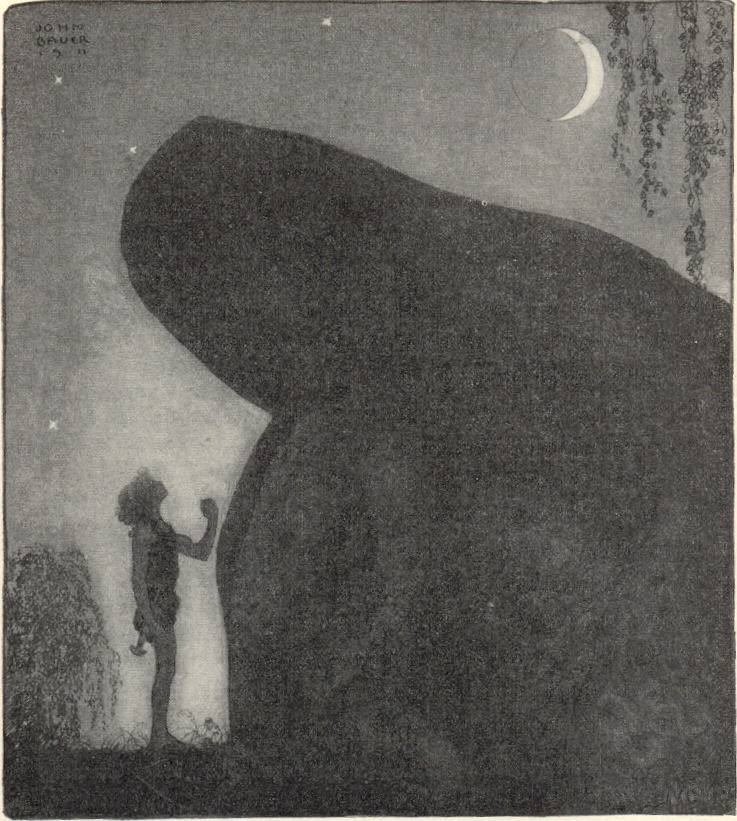
Svegliati Gróa! Svegliati madre!, illustrazione di John Bauer.

Disperato, timoroso di morire, Svipdagr piange sulla tomba di Gróa, richiamandola dalla tomba e  invocando il suo aiuto. Lo spirito di Gróa, allora, intona un canto magico capace di tessere tutti gli incantesimi di cui il figlio potrà avere bisogno nella sua avventura.
Vengono cantate nove formule magiche:
- un canto per scacciare le paure del figlio e ispirargli fiducia.
- un canto perché i legami di Urðr lo tengano saldo quando debba percorrere un cammino contro la sua volontà.[2]
- un canto per proteggerlo dalla violenza delle correnti maligne. Quando questo accadrà i fiumi Horn e Ruðr invertiranno il loro corso e torneranno nell'Hel (gli inferi nella tradizione norrena).
- un canto contro gli uomini che cercheranno di impiccarlo.
- un canto per sciogliere le catene.
- un canto per calmare le tempeste marine e proteggere la sua nave.
- un canto contro i ghiacci delle alte montagne.
- un canto per proteggerlo quando, vagabondando di notte sul Niflveg (la via della nebbia), una donna cristiana morta potrebbe maledirlo.
- un canto per proteggerlo in combattimento contro un gigante.

Col termine del canto di Gróa e la partenza di Svipdagr si conclude questo carme.

### Fjölsvinnsmál (Il discorso di Fjölsviðr)
Nel secondo carme Svipdagr, sopravvissuto ai pericoli del viaggio, affronta un enorme gigante posto alla guardia di una fortezza circondata dal fuoco. Il suo nome, Fjölsviðr, è anche uno dei nomi di Odino. Egli intima a Svipdagr di andarsene, il quale evita saggiamente di pronunciare il suo nome ed inizia col gigante un gioco di indovinelli, nel quale impara che Menglöð abita nel castello nel quale non può entrare nessuno eccetto colui che si chiama Svipdagr. Scoperto ciò, egli rivela il proprio vero nome, al che i portali si aprono da soli. Il gigante avverte Menglöð la quale può ringraziare il suo salvatore.

## Significato del poema
L'interpretazione del significato dello Svipdagsmál è stata al centro di un dibattito tra la fine dell'ottocento e l'inizio del novecento, che ha coinvolto autorevoli studiosi che si sono occupati della traduzione ed edizione delle fonti originali, quali Guðbrandur Vigfússon, F. York Powell, Arthur Gilchrist Brodeur e Viktor Rydberg.
Lo scrittore svedese Viktor Rydberg, in particolare, sostenne nella sua Undersökningar i germanisk mythologi (in lingua svedese Ricerche sulla mitologia germanica) scritta fra il 1886 e il 1889 la tesi che lo Svipdagsmál fosse una variante del poema Skírnismál che narra l'avventurosa ricerca del giovane Skírnir, dietro invito del padre, della donna da lui amata, Gerðr.
La storia di Skírnir è narrata in forma più sintetica anche nell'Edda in prosa di Snorri Sturluson.
I due poemi (il testo di Snorri appare chiaramente una forma derivata dallo Skírnirsmál), pur differenti in più punti come trama, presentano una storia molto simile come struttura narrativa e sicuramente afferente ad una tradizione comune.
Rydberg arrivò a concludere l'identità fra i due poemi, tra i protagonisti maschili dei due carmi, tra Fjölsvidhr e Odino, e, infine, fra Menglöð, la donna amata da Svipdagr, e la dea Freyja che compare nel racconto di Skírnir come protettrice del giovane assieme a Odino.
Questa tesi, divenuta in seguito popolare, è stata parzialmente criticata, negli anni sessanta, dall'inglese Brian Branston che, pur accettando l'identità fra la dea e la fanciulla e la comune tradizione dei due poemi, contesta che vi sia una perfetta identità fra scritti che porterebbe a risultati discutibili: se Freyja coincide con la sposa di Svipdagr e Fjölsvidhr con Odino, allora anche Svipdagr, amante di Freyja, coincide con Odino.
Quanto al significato del poema, per Brian Branston, in accordo con le chiavi interpretative del mito formulate da Joseph Campbell, rappresenta un archetipo del passaggio dall'adolescenza all'età adulta e del primo rapporto sessuale.

### Fonti primarie
- Skírnismál (Edda Poetica) di anonimo del XIII secolo
- Snorri Sturluson, Gylfaginning (Edda in prosa), cap. XXXVII
- Svipdagsmál di anonimo del XVII secolo

### Fonti secondarie
- Brian Branston, Gli Dei del Nord, Oscar Saggi Mondadori, Milano, 1991 ISBN 8804342889
- Gabriella Agrati, Maria Letizia Magini, Miti e saghe vichinghi, Oscar Narrativa Mondadori, Milano, 1990